# Louis Joubert (député)
Pour les articles homonymes, voir Louis Joubert.
Louis Joubert, né le 3 novembre 1762, Le Mans, mort le 1er janvier 1812, Rosno, est un homme politique français.

## Biographie
Fils de Louis Joubert, conseiller du roi, notaire et receveur ès insinuations ecclésiastiques du diocèse du Mans, il fut nommé, au début de la Révolution française, administrateur du département de l'Hérault, où il s'était établi. Élu le 8 septembre 1792 troisième suppléant à la Convention par ce département, qui lui avait donné 360 voix sur 465 votants, il ne fut admis à siéger que le 10 pluviôse an II, en remplacement de Rouyer, mis hors la loi. 
Envoyé, très peu de temps après, en mission aux armées du Nord et de Sambre-et-Meuse, il rendit compte des victoires remportées par les troupes françaises, manda que l'arbre de la liberté avait été planté sur la place d'armes de Luxembourg, fit accepter la Constitution de l'an III par l'armée de Sambre-et-Meuse, annonça en l'an IV que des dispositions étaient prises pour secourir la représentation nationale menacée au 13 vendémiaire, transmit encore par écrit la nouvelle de plusieurs succès, et ne parut d'ailleurs jamais à la tribune de la Convention. 
Après la session, Joubert fut attaché aux armées en qualité de commissaire-ordonnateur des guerres. Le département de l'Hérault l'élut, le 25 germinal an VI, membre du Conseil des Cinq-Cents. Il y attaqua le droit de marque sur les étoffes, fut rapporteur des dépenses du ministère de la Guerre pour l'an VII, vota l'établissement de l'impôt sur le sel, et devint secrétaire du Conseil. Il parla encore sur diverses questions militaires et de finances, notamment sur le personnel de l'armée, la garde du corps législatif, les soldes de retraite, etc., combattit le projet d'emprunt de 100 millions, et, s'étant montré très opposé an coup d'État du 18 brumaire, fut exclu de la représentation nationale, 
Toutefois, il ne tarda pas à adhérer au nouvel ordre de choses, et ayant écrit au gouvernement consulaire qu'il ne voyait, hors de ce pouvoir, « que la plus déplorable confusion, parce que les citoyens à la tête des affaires de l'État offraient aux républicains une garantie irrécusable, » il fut nommé, le 23 frimaire an VIII, président du conseil de guerre établi à Valence pour examiner la conduite des individus qui avaient rendu des places fortes de l'Italie. Envoyé ensuite à Milan en qualité de commissaire-ordonnateur, il remplit ces fonctions jusqu'en 1812, et périt pendant la retraite de Russie, à Rosno, sur la route du Wilna.

## Sources
- « Louis Joubert (député) », dans Adolphe Robert et Gaston Cougny, Dictionnaire des parlementaires français, Edgar Bourloton, 1889-1891 [détail de l’édition]